# Тамбре (река)
Та́мбре (исп. Río Tambre) — река в испанском регионе Галисия. Берёт начало в муниципалитете Собрадо. Течёт по территории провинции Ла-Корунья. Принимает правые притоки Само и Ленгелье, впадает в бухту Мурос-и-Ноя Атлантического океана, у города Ноя.
Помпоний Мела называет реку Тамарис (лат. Tamaris), Птолемей — Тамара (Tamara). От trans Tamaris — «за Тамарис» произошло имя Трастамара.

## ГЭС Тамбре I и ГЭС Тамбре II
Три первых агрегата ГЭС Тамбре I введены в эксплуатацию 19 декабря 1947 года, 31 августа 1948 года введён в эксплуатацию 4-й агрегат. Плотина — гравитационная. Длина плотины  — 160 м, высота — 44,5 м. Объём плотины 69 100 м³. Нормальный подпорный уровень (НПУ) — 149,67 м. Площадь бассейна 1364 км². Надземное здание ГЭС расположено в 7 км ниже по течению плотины. В здании первоначально установили три горизонтальные турбины Френсиса единичной мощностью 4400 кВт и три генератора единичной мощностью 4000 кВ·А. Четвёртый агрегат — вертикальная турбина Френсиса единичной мощностью 11 550 кВт компании Escher Wyss & Cie. и генератор единичной мощностью 10 600 кВ·А. В 2004 году горизонтальные турбины Френсиса заменены на аналогичные единичной мощностью 4400 кВт. Также заменены их генераторы на генераторы компании Indar (Ingeteam) единичной мощностью 4600 кВ·А. В 2009 году произведено техническое перевооружение 4-го агрегата. Установленная мощность 23,57 МВт. Ежегодная генерация электроэнергии составляет 89 ГВт⋅ч. Общий объём водохранилища 30,2 млн м³, полезный — 26,80 млн м³. Гидроэлектростанция принадлежит компании Naturgy Generación.
11 августа 1975 года введёна в эксплуатацию ГЭС Тамбре II. Надземное здание ГЭС расположено рядом со зданием ГЭС Тамбре I. Установлен один агрегат — вертикальная турбина Френсиса компании Neyrpic Española мощностью 84 223 кВт и гидрогенератор General Eléctrica Española мощностью 65 200 кВ·А. В 2009 году произведено техническое перевооружение. Установленная мощность 63,20 МВт. Ежегодная генерация электроэнергии составляет 256 ГВт⋅ч. Гидроэлектростанция принадлежит компании Naturgy Generación.